# 矮孩儿草
矮孩儿草（学名：Rungia mina）为爵床科孩儿草属的植物，为中国的特有植物。分布在中国大陆的云南等地，生长于海拔1,400米的地区，一般生于疏林下和湿润处，目前尚未由人工引种栽培。